# Campionat del món de ciclocròs júnior femení
El Campionat del món de ciclocròs júnior femení és una de les curses ciclistes que formen part dels Campionats del món de ciclocròs. La cursa és organitzada per la Unió Ciclista Internacional i es disputa anualment en un país diferent al final de la temporada de ciclocròs, a la fi de gener. La primera edició data del 2020 i està reservada a ciclistes amb edats de 17 a 18 anys. La guanyadora de la prova obté el mallot irisat que ostenta durant l'any següent al campionat en totes les competicions en què pren part.

## Palmarès
| Any  | Or                 | Plata            | Bronze              |
| 2020 | Shirin van Anrooij | Puck Pieterse    | Madigan Munro       |
| 2022 | Zoe Backstedt      | Leonie Bentveld  | Lauren Molengraaf   |
| 2023 | Isabella Holmgren  | Ava Holmgren     | Célia Gery          |
| 2024 | Célia Gery         | Cat Ferguson     | Viktória Chladonová |
| 2025 | Lise Revol         | Barbora Bukovská | Rafaëlle Carrier    |

## Medaller
| Posició | País          | Or | Plata | Bronze | Total |
| 1       | França        | 2  | 0     | 1      | 4     |
| 2       | Països Baixos | 1  | 2     | 1      | 4     |
| 3       | Canadà        | 1  | 1     | 1      | 3     |
| 4       | Regne Unit    | 1  | 1     | 0      | 2     |
| 5       | Txèquia       | 0  | 1     | 0      | 1     |
| 6       | Estats Units  | 0  | 0     | 1      | 1     |
| 6       | Eslovàquia    | 0  | 0     | 1      | 1     |
| Total   | Total         | 5  | 5     | 5      | 15    |